# 135069 Gagnereau
135069 Gagnereau este un asteroid din centura principală de asteroizi.

## Descriere
135069 Gagnereau este un asteroid din centura principală de asteroizi. A fost descoperit pe 15 august 2001 la Observatoire des Pises din Parcul național din Cévennes. Asteroidul prezintă o orbită caracterizată de o semiaxă mare de 2,80 ua, o excentricitate de 0,16 și o înclinație de 9,8° în raport cu ecliptica.